# Nahual bokmai
Espèce
Nahual bokmai est une espèce de schizomides de la famille des Hubbardiidae.

## Distribution
Cette espèce est endémique du Veracruz au Mexique. Elle se rencontre vers Xalapa.

## Description
Le mâle holotype mesure 4,7 mm et la femelle paratype 4,2 mm.

## Étymologie
Cette espèce est nommée en l'honneur de John Bokma.

## Publication originale
- Monjaraz-Ruedas, Prendini & Francke, 2019 :  Systematics of the short-tailed whipscorpion genus Stenochrus Chamberlin, 1922 (Schizomida, Hubbardiidae), with descriptions of six new genera and five new species. Bulletin of the American Museum of Natural History, no 435, p. 1-91 (texte intégral).